# Antrak Air
Antrak Air (mã IATA = 04, mã ICAO = ABV) là hãng hàng không của Ghana, trụ sở ở Accra. Hãng có căn cứ ở Sân bay quốc tế Kotoka

## Lịch sử
Antrak Air được thành lập năm 2003 và bắt đầu hoạt động từ tháng 9 cùng năm. Hãng có các tuyến đường quốc nội và trong vùng cùng đảm nhận các chuyến bay thuê bao trong vùng Tây Phi.

## Các nơi đến
(Tháng 3/2007):
- Ghana

- Accra
- Kumasi
- Tamale

- Burkina Faso

- Ouagadougou

## Đội máy bay
Tháng 2/2008):
- 2 Boeing 737-200
- 2 ATR 42-300

Tuổi trung bình các máy bay của Atrak Air tính đến tháng 2/2008 là 19,8 năm ()